# Prins Fredrik Adolf (1774)
Prins Fredrik Adolf var ett svenskt linjeskepp och ett örlogsskepp som byggdes 1774 efter Fredrik Henrik af Chapmans ritningar och sjösattes samma år i Karlskrona. Hon var bestyckad med 62 kanoner.

## Tjänstgöring
Hon deltog i Gustav III:s ryska krig 1788-1790, samt i 1807–08 års sjötåg. Därefter blockerade hon bland annat hamnen i Slite från den 12 maj 1808 under Ryska ockupationen av Gotland. Därpå blev hon ett så kallat blockskepp i Karlskrona 1809. Hon slopades 1825.